# Gospić
Gospić este un oraș în cantonul Lika-Senj, Croația, având o populație de 12.745 de locuitori (2011).

## Demografie
Componența etnică a orașului Gospić
     Croați (93,06%)
     Sârbi (4,78%)
     Necunoscut (0,29%)
     Neclasificat (1,59%)
Componența confesională a orașului Gospić
     Catolici (91,7%)
     Ortodocși (4,63%)
     Fără religie și atei (1,07%)
     Necunoscută (1,07%)
     Alte religii (1,52%)
Conform recensământului din 2011, orașul Gospić avea 12.745 de locuitori. Din punct de vedere etnic, majoritatea locuitorilor (93,06%) erau croați, cu o minoritate de sârbi (4,78%). Apartenența etnică nu este cunoscută în cazul a 0,29% din locuitori. Din punct de vedere confesional, majoritatea locuitorilor (91,7%) erau catolici, existând și minorități de ortodocși (4,63%) și persoane fără religie și atei (1,07%). Pentru 1,07% din locuitori nu este cunoscută apartenența confesională.

## Personalități născute aici
- Nikica Valentić (1950 - 2023), om politic, fost premier al Croației.